# Clinopiroxenita olivínica
Les clinopiroxenites olivíniques són roques plutòniques ultramàfiques compostes de clinopiroxè i olivina (olivina entre un 10 i un 40%), definides modalment al camp 7 del diagrama Ol-Opx-Cpx de la classificació de les roques ultramàfiques de Streckeisen.